# Beameromyia bifida
Beameromyia bifida är en tvåvingeart som först beskrevs av Hardy 1942.  Beameromyia bifida ingår i släktet Beameromyia och familjen rovflugor. Inga underarter finns listade i Catalogue of Life.